# Ictinogomphus australis
Ictinogomphus australis là loài chuồn chuồn trong họ Gomphidae. Loài này được Selys mô tả khoa học đầu tiên năm 1873.

## Hình ảnh

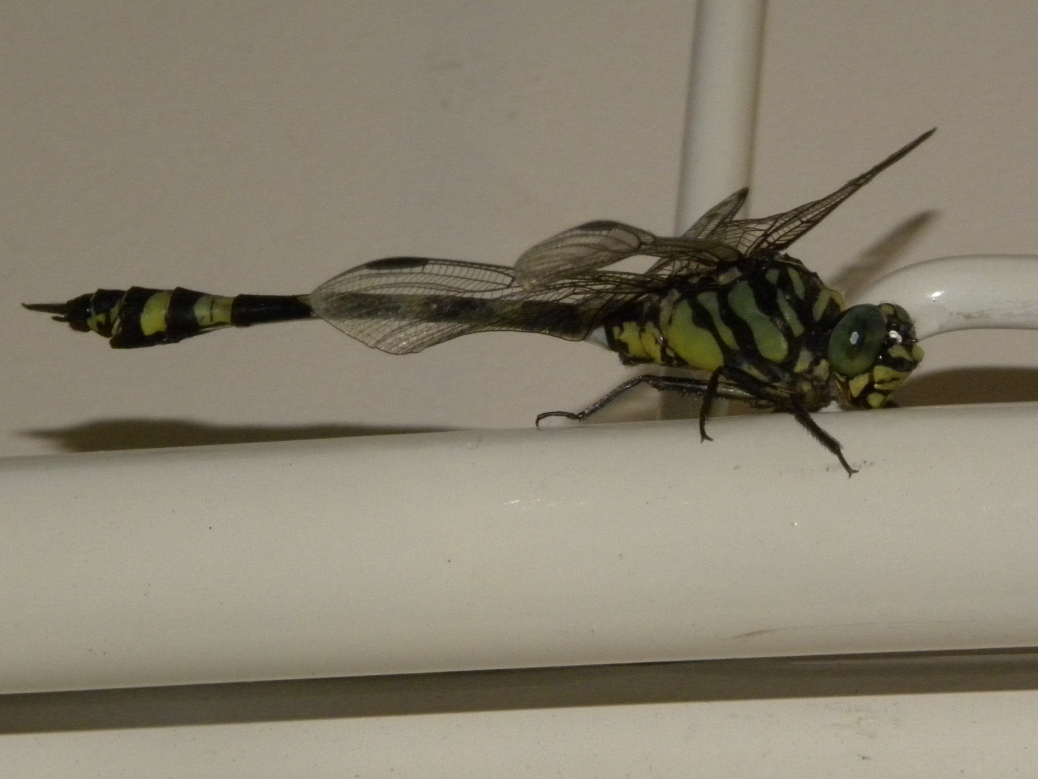